# Abdžad
Abdžad ([abd͡ʒad]; أبجد v arabščini, אבּג'ד v hebrejščini, angleško abjad) ali soglasniška abeceda je vrsta pisanja govora, ko vsak znak predstavlja en glas, v veliki večini soglasnik, samoglasnike pa je potrebno ugotoviti, saj običajno niso zapisani. Abdžade se v vsakodnevnem govoru velikokrat zamenjamo z abecedami, saj so si zelo podobne, abecede so se celo razvile iz njih, vendar jih ne smemo mešati. Najbolj znana abdžada sta arabski in hebrejski abdžad, v vsakdanji uporabi pa se uporabljajo le še hebrejski, sirski, samritanski in arabski abdžad ter tifinagh. Za abdžade je značilno pisanje z desne proti levi, edini abdžad, ki se piše od leve proti desni sta ugaritski in angleški.
Ime "abdžad" je prvi predlagal Peter T. Daniels kot zamenjavo za soglasniška abeceda ali soglasniška zlogovna pisava. Ime izhaja iz arabske besede أبجد (ʾabdžad), ki pomeni abeceda. Podobno, kot je beseda abeceda v slovenščini sestavljena iz prvih črk abecede, je tudi beseda abdžad sestavljen iz prvih črk starega arabskega abdžada (ʾabǧadī), iz črk أ‎ (ʾAlif), ب‎ (Bāʾ), ج‎ (Ǧīm) in د‎ (Dāl). Takrat se je vrstni red črk še ujemal z hebrejskim (א (Alef), ב (Bet), ג (Gimel) in ד (Dalet)) in feničanskim abdžadom (𐤀 (Alf), 𐤁 (Bet), 𐤂 (Gaml) in 𐤃 (Delt)), prečrkovano v latinico kot ʾ bgd.
Obstaja 18 glavnih abdžadov, od tega se jih le pet še vedno uporabljajo v vsakdanjem življenju.

## Terminologija
Peter T. Daniels je napisal definicijo, da so abdžadi tiste pisave, ki vsak soglasnik zapišejo s svojim simbolom (črko), samoglasnikov pa se nikoli ne zapiše. Taka definicija je zelo ozka, ker izloči vse nečiste abdžade, med drugim tudi hebrejščino, arabščino in vse ostale abdžade, ki se dandanes še uporabljajo v vsakdanjem življenju, v bistvu bi bili že vsi abdžadi izumrli. Bolj popularna definicija je, da so abdžadi tiste pisave, ki vsak soglasnik zapišejo s svojim simbolom (črko), samoglasniki pa se redko zapišejo. Ta definicija vključuje veliko več pisav, vendar zamegli mejo med abecedo in abdžadom. Tudi v abecedah se kdaj izpusti zapis samoglasnika (kot npr. polglasnik v besedi črn), vendar je to bolj izjemoma. Nekatere pisave (večinoma pisave, razvite iz abdžadov in potem pod velikim vplivom abeced) pa so ravno na meji in velikokrat se ne ve, v katero skupino točno spadajo. Taka je na primer, sorabe, različica abrabskega abdžada, ki, za abdžad, zelo pogosto uporablja znake za samoglasnike in se ne ve, ali je abeceda ali abdžad, vendar se bolj nagiba k abecedi. Abdžadi, za razliko od abeced lahko (ni pa nujno) imajo različico z označenimi samoglasniki (na primer hebrejski nikkud in arabski harakāt), običajno so to različne diakritike nad ali pod soglasniki, podobno kot abugide, le da pri abdžadih so te različice opcijske in se jih večino časa ne uporablja.
Glavne razlike med abecedo in abdžadom so:
- Abdžadi manjkrat ali nikoli ne zapišejo samoglasnikov, običajno zapišejo do enega ali dva različna samoglasnika,
- Abdžadi lahko imajo različico z označenimi samoglasniki, ki je abecede ne potrebujejo (če različico imajo so zagotovo abdžadi, vendar če je nimajo še ne pomeni, da niso).

Glavne razlike med abugido in abdžadom so:
- Abdžadi različico z samoglasniki redko uporabljajo in ni obvezna.

## Vrste abdžadov
Poznamo čiste in nečiste abdžade. Čisti abdžadi v zapisu nikoli ne uporabijo znakov za samoglasnike, medtem ko nečisti izjemoma uporabljajo znake za samoglasnik. Prvi abdžadi so bili večinoma čisti, iz teh pa so se razvile abecede in nečisti abdžadi. Vsi abdžadi, ki se danes še pišejo po svetu, so nečisti, saj jih je lažje brati, za verske ali učne namene pa se tudi pogosto uporabljajo različice z oznakami za samoglasnike.
| Abdžad | Abdžad                             | Jeziki, keteri se pišejo s tem abdžadom | Stan pisanja                                      | Čisti/nečisti                   | V Unicode sistemu | Število Unicode znakov | Unicode šifra abdžada  | Unicode kode znakov             | Primer abdžada   |
| --- | ---------------------------------- | --- | ------------------------------------------------- | ------------------------------- | ----------------- | ---------------------- | ---------------------- | ------------------------------- | ---------------- |
| abdžadel*! | abdžadel*!                         | angleščina | spremenljiva                                      | čisti                           | ne                | ni sprejet pod Unicode | ni sprejet pod Unicode | ni sprejet pod Unicode          |                  |
| ajan! | ajan!                              | kvatamščina | zgoraj navzdol                                    | nečisti                         | ne                | ni sprejet pod Unicode | ni sprejet pod Unicode | ni sprejet pod Unicode          |                  |
| alkavat jat-vrkazikam! | arkeanski!                         | arkeanščina | leva proti desni                                  | čisti                           | ne                | ni sprejet pod Unicode | ni sprejet pod Unicode | ni sprejet pod Unicode          |                  |
| alkavat jat-vrkazikam! | jaškik vrkazijski!                 | jaškik vrkazijščina | ?                                                 | ?                               | ne                | ni sprejet pod Unicode | ni sprejet pod Unicode | ni sprejet pod Unicode          |                  |
| alkavat jat-vrkazikam! | vanlralamski!                      | ? | ?                                                 | ?                               | ne                | ni sprejet pod Unicode | ni sprejet pod Unicode | ni sprejet pod Unicode          |                  |
| angleški abdžad**! | angleški abdžad**!                 | angleščina | leva proti desni                                  | nečisti                         | ne                | ni sprejet pod Unicode | ni sprejet pod Unicode | ni sprejet pod Unicode          |                  |
| arabski abdžadi | anglo-arabski abdžad!              | angleščina | leva proti desni                                  | nečisti                         | ne                | ni sprejet pod Unicode | ni sprejet pod Unicode | ni sprejet pod Unicode          |                  |
| arabski abdžadi | arwi                               | arwi (arabska tamilščina) | desna proti levi                                  | nečisti                         | da                | 1281                   | Arab                   | U+0600-U+1EEF1                  | لسان الأروي      |
| arabski abdžadi | beloruski arabski abdžad†          | beloruščina | desna proti levi                                  | nečisti                         | da                | 1281                   | Arab                   | U+0600-U+1EEF1                  | ارابیصا          |
| arabski abdžadi | Čagatajski abdžad†                 | čagataj | desna proti levi                                  | nečisti                         | da                | 1281                   | Arab                   | U+0600-U+1EEF1                  | چغتای            |
| arabski abdžadi | Hausa ajami                        | hausa, svahili | desna proti levi                                  | nečisti                         | da                | 1281                   | Arab                   | U+0600-U+1EEF1                  | عجمي             |
| arabski abdžadi | jawi                               | malezijščina, acehnese, banjareščina, minangkabauščina, tausugščina, veliko manjših južnoazijskih jezikov                                            | desna proti levi                                  | nečisti                         | da                | 1281                   | Arab                   | U+0600-U+1EEF1                  | جاوي             |
| arabski abdžadi | kašmirski abdžad                   | kašmirščina | desna proti levi                                  | nečisti                         | da                | 1281                   | Arab                   | U+0600-U+1EEF1                  | كٲشُر             |
| arabski abdžadi | khowarski abdžad                   | khowar, balti, burushaski in drugi | desna proti levi                                  | nečisti                         | da                | 1281                   | Arab                   | U+0600-U+1EEF1                  | کھووار           |
| arabski abdžadi | kirgizijski arabski abdžad         | kirgizijščina | desna proti levi                                  | nečisti                         | da                | 1281                   | Arab                   | U+0600-U+1EEF1                  | قىرعىز الفابىتى‎  |
| arabski abdžadi | nastaliq                           | perzijščina, urdujščina, shahmukhijski punjabi | desna proti levi                                  | nečisti                         | da                | 1281                   | Arab                   | U+0600-U+1EEF1                  | نستعلیق          |
| arabski abdžadi | otomanski turški abdžad            | osmanščina† | desna proti levi                                  | nečisti                         | da                | 1281                   | Arab                   | U+0600-U+1EEF1                  | لسان عثمانى      |
| arabski abdžadi | pašto abdžad                       | pašto | desna proti levi                                  | nečisti                         | da                | 1281                   | Arab                   | U+0600-U+1EEF1                  | پښتو الفبې       |
| arabski abdžadi | pegon                              | javanščina, madurščina, sundščina | desna proti levi                                  | nečisti                         | da                | 1281                   | Arab                   | U+0600-U+1EEF1                  | أبجد ڤيڬون       |
| arabski abdžadi | perzijski abdžad                   | perzijščina | desna proti levi                                  | nečisti                         | da                | 1281                   | Arab                   | U+0600-U+1EEF1                  | الفبای فارسی     |
| arabski abdžadi | shahmukhi                          | punjabi | desna proti levi                                  | nečisti                         | da                | 1281                   | Arab                   | U+0600-U+1EEF1                  | شاہ مکھی         |
| arabski abdžadi | sindi                              | sindi | desna proti levi                                  | nečisti                         | da                | 1281                   | Arab                   | U+0600-U+1EEF1                  | سنڌي             |
| arabski abdžadi | sorabe†                            | malagaščina | desna proti levi                                  | nečisti                         | da                | 1281                   | Arab                   | U+0600-U+1EEF1                  | الفبا            |
| arabski abdžadi | standardni arabski abdžad          | arabščina | desna proti levi                                  | nečisti                         | da                | 1281                   | Arab                   | U+0600-U+1EEF1                  | أَلْأَبْجَدِيَّة ٱلْعَرَبِيَّة |
| arabski abdžadi | urdujski abdžad                    | urdujščina, balti | desna proti levi                                  | nečisti                         | da                | 1281                   | Arab                   | U+0600-U+1EEF1                  | اردو تہجی        |
| arabski abdžadi | valižanski abdžad!                 | valižanščina | desna proti levi                                  | nečisti                         | da                | 1281                   | Arab                   | U+0600-U+1EEF1                  |                  |
| arabski abdžadi | wolofalski abdžad                  | wolof | desna proti levi                                  | nečisti                         | da                | 1281                   | Arab                   | U+0600-U+1EEF1                  | سِنِڭَالْ            |
| arabski abdžadi | xiao'erjing                        | kitajščina | desna proti levi                                  | nečisti                         | da                | 1281                   | Arab                   | U+0600-U+1EEF1                  | شِيَوْ عَر دٍ         |
| aramejski abdžad† | cesarski aramejski abdžad†         | aramejščina | desna proti levi                                  | nečisti                         | da                | 31                     | Armi                   |                                 | 𐡀𐡓𐡌𐡉𐡀            |
| aramejski abdžad† | stari aramejski abdžad†            | aramejščina | desna proti levi                                  | čisti                           | ne                | ni sprejet pod Unicode | ni sprejet pod Unicode | ni sprejet pod Unicode          |                  |
| feničanski abdžad† | feničanski abdžad†                 | fenicijščina | desna proti levi                                  | čisti                           | da                | 29                     | Phnx                   | U+10900–U+1091F                 |                  |
| hebrejski abdžad | čveneburuli!                       | gruzijščina | desna proti levi                                  | nečisti                         | da                | 134                    | Hebr                   | U+0591-U+FB4F                   | שתוואנאבוּרוּלי    |
| hebrejski abdžad | hágrít nyelv!                      | madžarščina | desna proti levi                                  | nečisti                         | da                | 134                    | Hebr                   | U+0591-U+FB4F                   |                  |
| hebrejski abdžad | judulertak!                        | baskovščina | desna proti levi                                  | nečisti                         | da                | 134                    | Hebr                   | U+0591-U+FB4F                   | יֻדֻלֵתרַק           |
| hebrejski abdžad | kvadratna pisava (square script)   | hebrejščina, ladino, mozarabščina | desna proti levi                                  | nečisti                         | da                | 134                    | Hebr                   | U+0591-U+FB4F                   | אָלֶף־בֵּית עִבְרִי     |
| hebrejski abdžad | yahudi türkçesi!                   | turščina | desna proti levi                                  | nečisti                         | ne                | ni sprejet pod Unicode | ni sprejet pod Unicode | ni sprejet pod Unicode          |                  |
| južnoarabski abdžad† | južnoarabski abdžad†               | giz, stara severna arabščina | desna proti levi, včasih tudi od leve proti desni | čisti                           | da                | 32                     | Sarb                   | U+1BC0–U+10A7F                  |                  |
| maničaejski abdžad† | maničaejski abdžad†                | maničaejski srednjeiranski in točarianski jeziki | desna proti levi                                  | čisti                           | da                | 51                     | Mani                   | U+10AC0-U+10AF6                 |                  |
| nabataeanski abdžad† | nabataeanski abdžad†               | nabaetanščina | desna proti levi                                  | čisti                           | da                | 40                     | Nbat                   | U+10880-U+108AF                 |                  |
| pahlavijski abdžad† | avestanski abdžad†?                | srednjeiranski jeziki | desna proti levi                                  | na meji med abdžadom in abecedo | da                | 61                     | Avst                   | U+10B00–U+10B3F                 |                  |
| pahlavijski abdžad† | standardni pahlavijski abdžad†     | srednjeiranski jeziki | desna proti levi                                  | čisti                           | da                | 27 29 0                | Phli Phlp Phlv         | U+10B60-U+10B7F U+10B80–U+10BAF |                  |
| partijski abdžad† | partijski abdžad†                  | srednjeiranski jeziki | desna proti levi                                  | nečisti                         | da                | 30                     | Prti                   | U+10B40–U+10B5F                 |                  |
| passing the river! | passing the river!                 | ? | desna proti levi                                  | čisti                           | ne                | ni sprejet pod Unicode | ni sprejet pod Unicode | ni sprejet pod Unicode          |                  |
| proto-sinaitski abdžad† | proto-sinaitski abdžad†            | severozahodni semitski jeziki | spremenljiva                                      | čisti                           | ne                | ni sprejet pod Unicode | ni sprejet pod Unicode | ni sprejet pod Unicode          |                  |
| psalter pahlavi† | psalter pahlavi†                   | srednja perzijščina | desna proti levi                                  | nečisti                         | da                | 29                     | Phlp                   | U+10B80–U+10BAF                 |                  |
| punic† | punic†                             | punic | desna proti levi                                  | čisti                           | ne                | ni sprejet pod Unicode | ni sprejet pod Unicode | ni sprejet pod Unicode          |                  |
| sabaeanski abdžad† | sabaeanski abdžad†                 | sabaenščina | desna proti levi                                  | čisti                           | ne                | ni sprejet pod Unicode | ni sprejet pod Unicode | ni sprejet pod Unicode          |                  |
| samaritanski abdžad | samaritanski abdžad                | samaritanska hebrejščina, samaritanska aramejščina                                                                                                   | desna proti levi                                  | čisti                           | da                | 61                     | Samr                   | U+0800–U+083F                   |                  |
| Sharjastani! | Sharjastani!                       | arabščina | zgoraj navzdol                                    | nečisti                         | ne                | ni sprejet pod Unicode | ni sprejet pod Unicode | ni sprejet pod Unicode          |                  |
| shawski abdžad | shawski abdžad                     | angleščina | desna proti levi?                                 | ?                               | ne                | ni sprejet pod Unicode | ni sprejet pod Unicode | ni sprejet pod Unicode          |                  |
| Shirn Brádulë! | Shirn Brádulë!                     | gendrijščina | leva proti desni                                  | čisti                           | ne                | ni sprejet pod Unicode | ni sprejet pod Unicode | ni sprejet pod Unicode          |                  |
| sirski abžad | esṭrangelā                         | aramejščina, arabščina, malajalamščina, sogdianščina                                                                                                 | desna proti levi                                  | čisti                           | da                | 88                     | Syre                   | U+0700–U+074F U+0860-U+086F     | ܐܠܦ ܒܝܬ ܣܘܪܝܝܐ   |
| sirski abžad | madnḥāyā (vzhodna)                 | aramejščina, arabščina, malajalamščina, sogdianščina                                                                                                 | desna proti levi                                  | nečisti                         | da                | 88                     | Syrj                   | U+0700–U+074F U+0860-U+086F     | ܐܠܦ ܒܝܬ ܣܘܪܝܝܐ   |
| sirski abžad | serṭā (zahodna)                    | aramejščina, arabščina, malajalamščina, sogdianščina                                                                                                 | desna proti levi                                  | čisti                           | da                | 88                     | Syrn                   | U+0700–U+074F U+0860-U+086F     | ܐܠܦ ܒܝܬ ܣܘܪܝܝܐ   |
| sogdijski abdžad† | sogdijski abdžad†                  | sogdijščina | desna proti levi                                  | nečisti                         | da                | 40 42                  | Sogo Sogd              | U+10F00–U+10F2F U+10F30–U+10F6F |                  |
| tengwar | tengwar                            | arabščina, angleščina, visoka valrianščina, madžarščina, islandščina, španščina, kvenja, škotska gelščina, sindarinščina, vietnamščina, valižanščina | leva proti desni                                  | nečisti                         | ne                | ni sprejet pod Unicode | ni sprejet pod Unicode | ni sprejet pod Unicode          |                  |
| tifinagh | garamantijski (saharski libijski)† | stari barberski jeziki v predsaharska in saharski Libiji                                                                                             | desna proti levi                                  | čisti                           | da                | 59                     | Tfng                   | U+2D30-U+2D7F                   |                  |
| tifinagh | libijski (Bu Njem)†                | bou njem | desna proti levi                                  | čisti                           | da                | 59                     | Tfng                   | U+2D30-U+2D7F                   |                  |
| tifinagh | muriški (zahodni)†                 | stari barberski jeziki v Maroku, zahodni Alžiriji in Kanarskih otokih                                                                                | desna proti levi                                  | čisti                           | da                | 59                     | Tfng                   | U+2D30-U+2D7F                   |                  |
| tifinagh | numibijski (vzhodni)†              | stari barberski jeziki v Tuniziji in vzhodni Alžiriji                                                                                                | desna proti levi                                  | čisti                           | da                | 59                     | Tfng                   | U+2D30-U+2D7F                   |                  |
| tifinagh | tuareški                           | tuareški jeziki | desna proti levi                                  | čisti                           | da                | 59                     | Tfng                   | U+2D30-U+2D7F                   |                  |
| ugaritski abdžad† | ugaritski abdžad†                  | ugaritščina, hurrianpčina, akkadianščina | leva proti desni                                  | nečisti                         | da                | 31                     | Ugar                   | U+10380–U+1039F                 |                  |
| varaksijski abdžad! | varaksijski abdžad!                | varhukaap, ruščina, beloruščina | zgoraj navzdol                                    | čisti                           | ne                | ni sprejet pod Unicode | ni sprejet pod Unicode | ni sprejet pod Unicode          |                  |
| Opombe: - Unicode kode in število Unicode znakov veljata za različico 13.0 - Kratice za pisavo so ISO 15924 kode - Abdžadi, zraven katerih je napisan križ (†), se za praktično uporabo ne uporabljajo več (vendar so se) - Abdžadi, zraven katerih je napisan klicaj (!), se niso nikoli uporabljalo za praktično uporabo in/ali se uporabljajo za izmišljene jezike oz. izhajajo iz njih - Pod jeziki so našteti le glavni ali glavna skupina jezikov - Smer pisanja je glavna smer (kako se pišejo vrstice) in ne, kako se piše celoten tekst (npr. v latinici se piše zgoraj navzdol) - *Ime abdžada je bilo napisano le v svoji pisavi brez diakritik za samoglasnike (zagotovo vsebuje glasove b, d͡ʒ, d in l v tem vrstnem redu); ime je bilo ugibano - **Abdžad je nepoimenovan - Na spletu so bili najdeni viri za še dodatne pisave, ki jih opisuje kot abdžade, vendar je iz pisave razvidno, da niso oz. ni prepoznanih lastnosti abdžada. V tem primeru se ne ve, kateri podatek je pravilen. Večinoma imajo lastnosti abugid, mogoče le zaradi različice z diakritikami za samoglasnike (vendar to ni razvidno); te pisave niso v seznamu (lahko si jih ogledate na ) |                                    | |                                                   |                                 |                   |                        |                        |                                 |                  |

## Prihodnost abdžadov
Tifinagh in samaritanski abdžad sta resno ogrožena, piše jih le še nekaj 100 ljudi. Arabščina se srečuje z drugim problemom, saj se čedalje več njenih različic piše kot abecedo in ne več kot abdžad. Hebrejščina je dokaj stabilna, saj predstavlja znak judovstva in se še naprej uporablja.
Z razvojem tehnologije se je pojavilo pisanje besed v latinici z izpuščanjem samoglasnikov, predvsem v angleščini. Take so npr. angleške besede thanks (hvala), really (res) in seriously (resno), ki se kdaj zapišejo thx, rlly, in srsly. Tak zapis skrajša besedo in ne uniči pomena preveč. V bistvu bi se dalo vse besede, sicer težko, ker jeziki, ki se pišejo z abdžadi imajo v izgovorjavi manj samoglasnikov, pisati z izpuščanjem samoglasnikov (razen na začetku in koncu besede), npr.:
- Ognj in vda dbro slžta, a slbo gspdrta.
- Na md se mhe lve, na sldke bsde ljdje.
- Kr lhko strš dns, ne odlšj na jtri.

Seveda to velja le za naravne govorce in bi za učenje tega jezika bilo veliko težje. To tudi ne bi bilo v redu za znanstvene besede, saj veliko ljudi potem ne bi vedelo, kako se jih pravilno izgovori npr.:
- przdm
- knvkcj
- krdlgja